# Афшаридская Персия
Афшари́дская Пе́рсия (перс. ایران افشاری‎), также известная как Импе́рия Афшари́дов — персидская империя, основанная Надир-шахом, происходившего из туркоманского племени Афшаров обитавшего в северо-восточной провинции Персии Хорасан. Основатель династии, Надир-шах, был успешным военачальником, который в 1736 году сверг последнего представителя династии Сефевидов и провозгласил себя новым шахом.
Во время правления Надир-шаха Персия достигла наибольшего расцвета со времён империи Сасанидов. В период своего расцвета она контролировала современные территории Ирана, Армении, Грузии, Азербайджана, Афганистана, Бахрейна, Туркменистана и Узбекистана, а также часть Ирака, Пакистана, Турции, Объединённых Арабских Эмиратов, Омана и Северного Кавказа (Дагестан). После его смерти бо́льшая часть его империи была разделена между Зендами, Дуррани, Багратионами и Кавказскими ханствами, в то время как правление Афшаридов ограничивалось небольшим местным государством в Хорасане. Наконец, династия Афшаридов была свергнута Ага Мохаммадом ханом Каджаром в 1796 году, который основал новую персидскую империю и восстановил сюзеренитет Персии над несколькими вышеупомянутыми регионами.
Афшары первоначально мигрировали из Туркестана в Иранский Азербайджан в XIII веке. В начале XVII века Аббас I Великий переселил многих афшаров из Азербайджана в Хорасан для защиты северо-восточных границ своего государства от узбеков, после чего афшары поселились там. Надир принадлежал к ветви афшаров «кереклу».

## Основание династии
Надир Кули, будущий шах Ирана и основатель династии, родился в скромной полукочевой семье. Его путь к власти начался, когда в 1722 году шах гильзаев Махмуд сверг слабого шаха сефевидов Солтан Хосейна. В то время османские и русские войска захватили персидские земли. Россия захватила часть территорий Персии на Северном Кавказе и в Закавказье, а также материковый северный Иран в результате русско-персидской войны, в то время как соседние османы вторглись с запада. По Константинопольскому мирному договору 1724 года они согласились разделить завоеванные территории между собой.
На другой стороне театра военных действий Надир объединил свои силы с сыном шаха Тахмаспа II и возглавил сопротивление афганцам гильзаи, легко изгнав их лидера Ашраф Хана из столицы в 1729 году и посадив Тахмаспа на трон. Надир боролся за возвращение земель, утраченных в пользу турок и русских, и за восстановление персидской гегемонии в регионе. Пока он был на востоке сражался с гильзаями, Тахмасп провёл катастрофическую кампанию в Западной Персии позволившая туркам вернуть большую часть отвоёванных у них Надир-шахом территорий на западе. Взбешённый этим Надир в 1732 году низложил Тахмаспа в пользу его малолетнего сына Аббаса III. Четыре года спустя, после того как он отвоевал большую часть утраченных персидских земель, Надир почувствовал себя достаточно уверенно, чтобы провозгласить себя самого шахом, устроив пышную церемонию на равнине Моган.
Впоследствии Надир договорился с русскими, чтобы те вернули захваченные ранее у Персии земли, заключив с ними Рештский договор 1732 года и Гянджинский договор 1735 года. Вернув контроль над северными территориями и заключив новый русско-персидский союз против турок, он продолжил турецко-персидскую войну. Турецкие войска были изгнаны из западной Персии и части Кавказа, а заключенный в 1736 году Константинопольский мирный договор вынудил турок подтвердить сюзеренитет Персии над Кавказом и признать Надира новым шахом Персии.

## Завоевания Надир-шаха и приход к власти

### Изгнание афганцев из Персии
Тахмасп и лидер каджаров Фатех Али хан (предок Ага Мохаммада хана Каджара) связались с Надиром и попросили его помочь им изгнать афганцев гильзаи из Персии. Он согласился и, таким образом, стал фигурой государственной важности. Когда Надир обнаружил, что Фатех Али хан переписывается с Малеком Махмудом, и рассказал об этом шаху, Тахмасп казнил его и назначил Надира главнокомандующим своей армией. Впоследствии Надир принял титул Тахмасп Кули (слуга Тахмаспа). В конце 1726 года Надир вновь захватил Мешхед.
Надир решил не идти напрямую на Исфахан. Сначала, в мае 1729 года, он разбил афганцев Абдали под Гератом. Многие афганцы Абдали впоследствии присоединились к его армии. Новый шах афганцев-гильзаи, Ашраф, решил выступить против Надира, но в сентябре 1729 года Надир нанёс ему поражение в битве при Дамгане и ещё одно сокрушительное поражение в ноябре при Мурчахорте, навсегда изгнав афганцев с персидской земли. Ашраф бежал, а Надир, наконец, вошёл в Исфахан, в декабре передал его Тахмаспу предварительно разграбив город, чтобы заплатить своей армии. Тахмасп назначил Надира губернатором многих восточных провинций, включая его родной Хорасан, и женил его на своей сестре. Надир преследовал Ашрафа и победил его, но тот был убит своими же сторонниками. В 1738 году Надир-шах осадил и захватил последний оплот Хотаков, Кандагар.

### Первая османская война и возвращение Кавказа
Весной 1735 года Надир напал на главного врага Персии, турок, и вернул большую часть территорий, утраченных во время недавнего хаоса. В то же время афганцы Абдали восстали и осадили Мешхед, вынудив Надира приостановить свою кампанию и спасти своего брата Ибрагима. Надиру потребовалось четырнадцать месяцев, чтобы подавить это восстание.

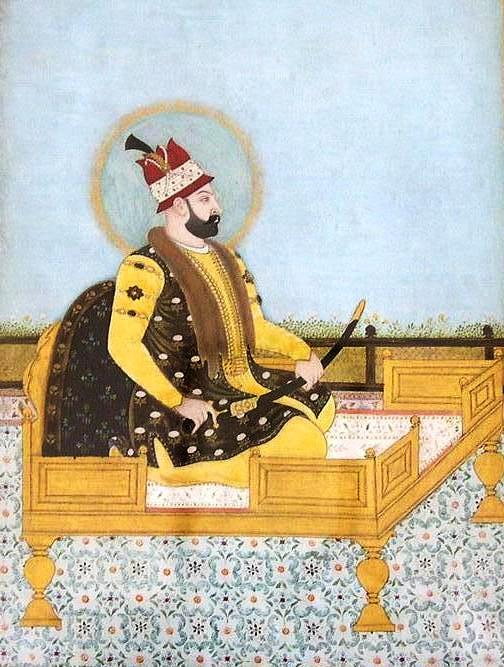
Портрет Надир-шаха.

Постепенно отношения между Надиром и Тахмаспом ухудшились, поскольку последний был встревожен военными успехами своего генерала. Пока Надир отсутствовал на востоке, Тахмасп попытался самоутвердиться, начав кампанию по возвращению Еревана. В итоге он уступил туркам все недавние завоевания Надира и подписал договор, по которому Грузия и Армения уступались туркам в обмен на Тебриз. Разъярённый Надир понял, что настал момент свергнуть Тахмаспа. Он денонсировал этот договор, стремясь заручиться народной поддержкой в войне против турок. В Исфахане Надир напоил Тахмаспа, а затем показал его придворным, спрашивая, достоин ли человек в таком состоянии править. В 1732 году он вынудил Тахмаспа отречься от престола в пользу малолетнего сына шаха Аббаса III, при котором Надир стал регентом.
Продолжая войну в 1730–1735 годах, Надир решил, что сможет отвоевать территории в Армении и Грузии, захватив туркцкий Багдад, а затем предложив его в обмен на потерянные провинции, но его план провалился, когда его армия была разбита турецким генералом Топалом Осман-пашой недалеко от города в 1733 году. Надир понял, что ему нужно как можно скорее перехватить инициативу, чтобы спасти положение, потому что в Персии уже вспыхивали восстания. Он снова столкнулся с Топалом с более крупными силами, победил и убил его. Затем он осадил Багдад, а также Гянджу в северных провинциях, заручившись поддержкой России в войне с турками. Надир одержал решающую победу над превосходящими силами турецкой армии в битве при Егеварде (современная Армения), и к лету 1735 года Армения и Грузия снова оказались под персидской властью. В марте 1735 года он подписал в Гяндже договор с русскими, по которому последние согласились вывести все свои войска с персидской территории, которая ещё не была возвращена по Рештскому договору 1732 года, в основном это были Дербент, Баку, Тарки и прилегающие территории. Это привело к восстановлению персидского господства над всем Кавказом и северной частью материковой Персии.

### Надир становится Шахом
После охоты на равнинах Моган (в настоящее время разделенных между Азербайджаном и Ираном) Надир предложил своим ближайшим друзьям провозгласить его новым шахом вместо молодого Аббаса III. В небольшую группу близких друзей Надира входили Тахмасиб-хан Джалаир и Хасан-Али Бег Бестами. Группа не стала возражать, а Хасан-Али хранил молчание. Когда Надир спросил его, почему он хранит молчание, Хасан-Али ответил, что лучшим решением для Надира было бы собрать всех ведущих людей государства, чтобы получить их согласие в виде «подписанного и скрепленного печатью документа о согласии». Надир одобрил это предложение, и писцам канцелярии, в которую входил придворный историк Мирза Мехди-хан Астерабади, было поручено разослать приглашения военным и религиозным деятелям, а также знати страны, чтобы те собрались для обсуждения будущего госдарства. Письма были разосланы в ноябре 1735 года, и они начали поступать в январе 1736 года. В январе 1736 года Надир провёл куролтай на равнинах Моган. Равнина Моган была выбрана специально из-за её размеров и изобилия пастбищ. Все согласились с предложением Надира, чтобы тот стал новым Шахом, многие — если не большинство — восприняли это энтузиазмом, остальные опасались гнева Надира, если они окажут поддержку свергнутым Сефевидам. Надир был коронован шахом Персии 8 марта 1736 года, в день, который его астрологи выбрали как особенно благоприятный, в присутствии большого собрания людей, состоявших из военных, религиозных деятелей и знати страны, а также османского посла Али-паши.

## Вторжение в империю Великих Моголов

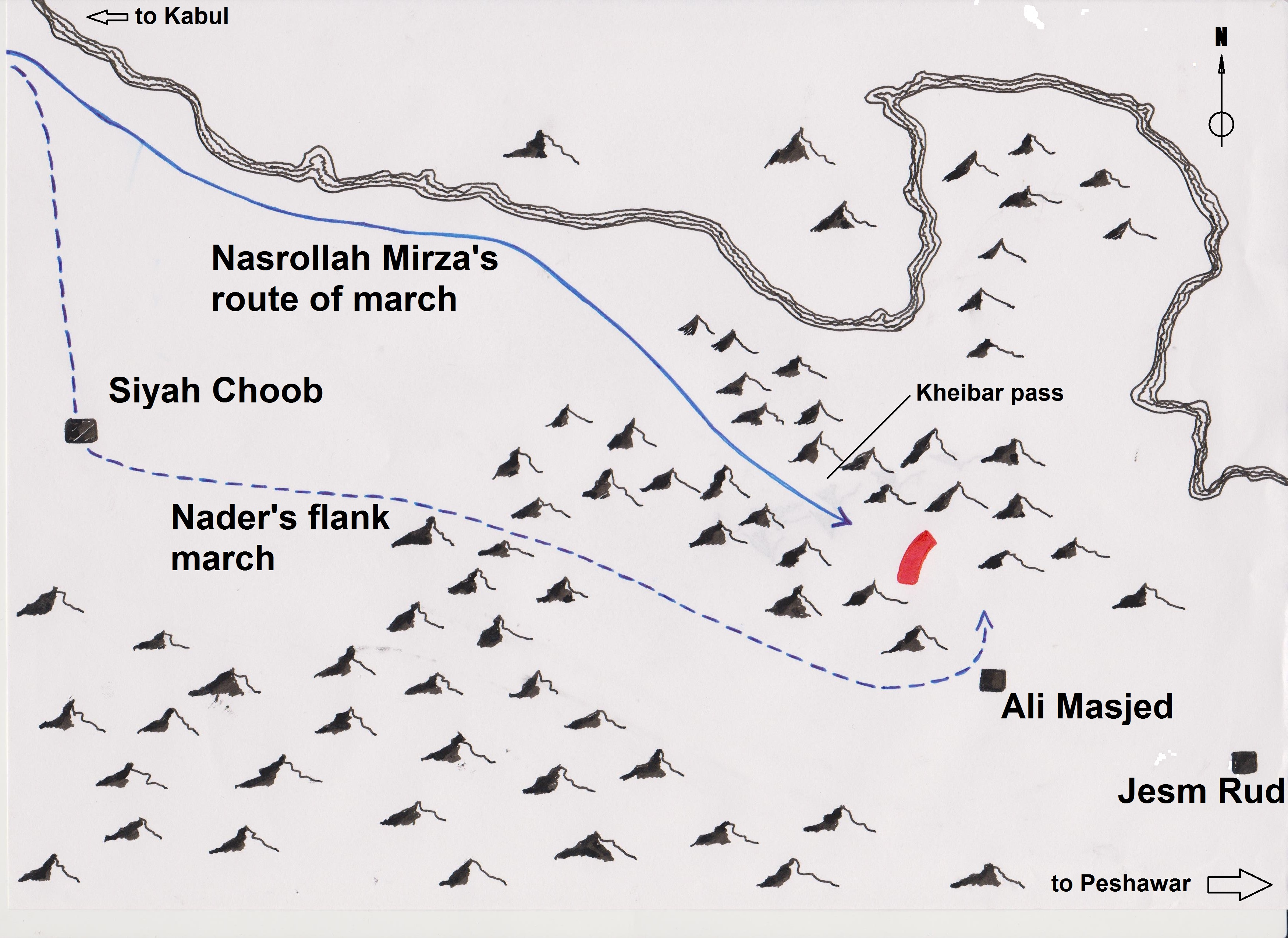
Фланговый манёвр армии Надира в битве за Хайберский перевал был назван русским генералом и историком Курсинским «военным шедевром».

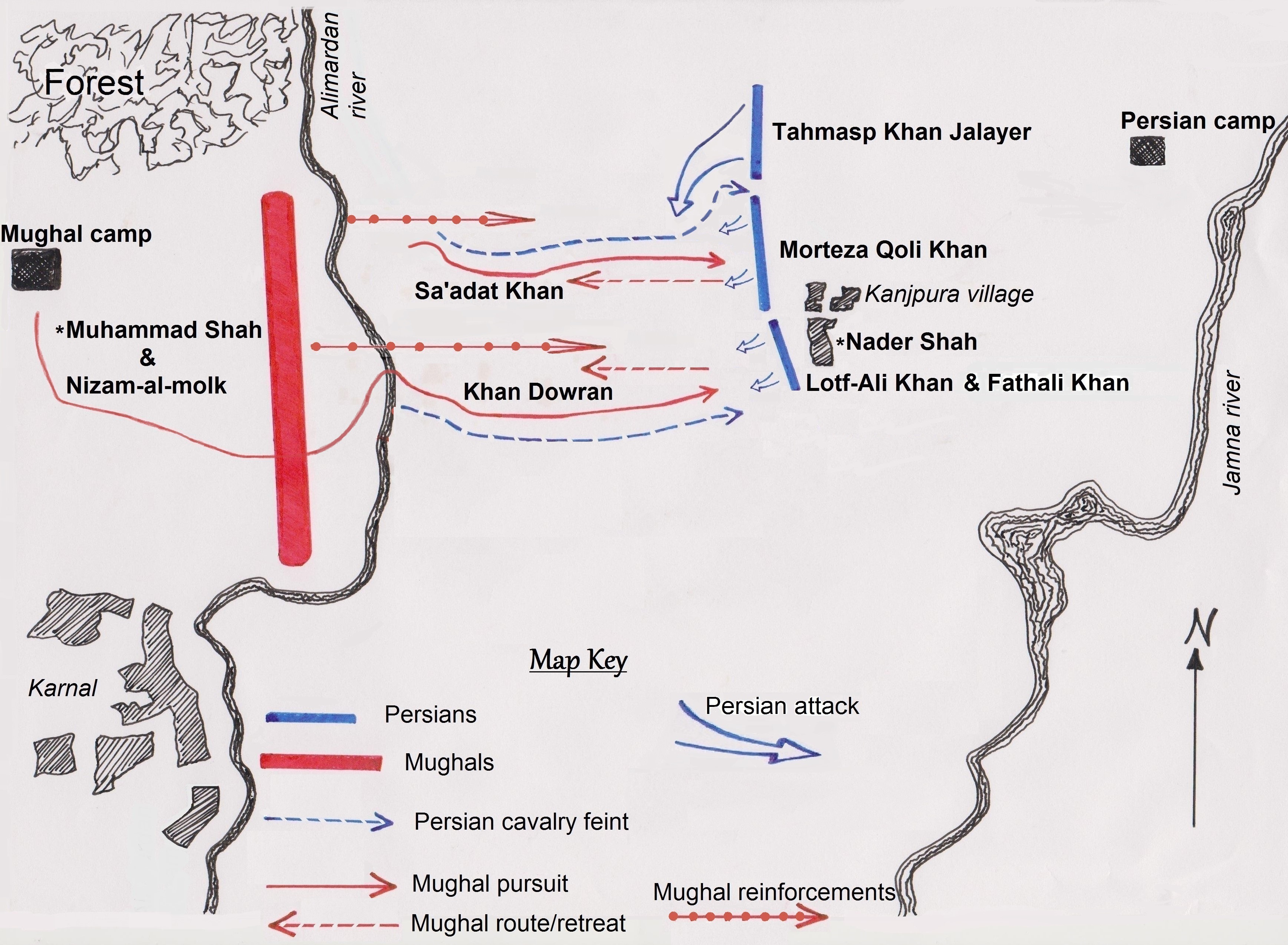
В битве при Карнале Надир разгромил армию Моголов, в шесть раз превосходившую его собственную по численности.

В 1738 году Надир-шах завоевал Кандагар, последний оплот династии Хотаки. Теперь его мысли обратились к империи Великих Моголов со столицей в Дели. Это некогда могущественное мусульманское государство на востоке разваливалось по мере того, как знать становилась все более непокорной, а индуистская империя маратхов теснила мусульман с юго-запада. Её правитель Мухаммад Шах был бессилен остановить это. Но даже несмотря на требование Надира выдать афганских повстанцев правитель Великих Моголов отказал ему в этом.
Надир воспользовался тем, что его афганские враги нашли убежище в Индии, чтобы пересечь границу и вторгнуться в слабую в военном отношении, но всё ещё чрезвычайно богатую дальневосточную империю. В ходе блестящей кампании против губернатора Пешавара он с небольшим отрядом своих войск совершил сложный фланговый переход через почти непроходимые горные перевалы и застал врасплох силы противника, расположенные у входа в Хайберский проход, нанеся им решительное поражение, несмотря на то, что их превосходили численностью в два раза. Это привело к захвату Газни, Кабула, Пешавара, Лахора и всего Синда.
Когда Надир вторгся в империю Великих Моголов, его сопровождал его верный грузинский подданный и будущий царь Восточной Грузии Ираклий II, который возглавлял грузинский контингент в качестве военного командира в составе войск Надира. После первого поражения войск Моголов он продвинулся вглубь Индии, переправившись через реку Инд до окончания года. Известие о быстрых и решительных успехах персидской армии в борьбе с северными вассальными Моголов вызвало большой переполох в Дели, побудив правителя Мухаммада Шаха собрать огромную армию численностью около 300 000 человек и двинуть это огромное войско на север, навстречу персидской армии.

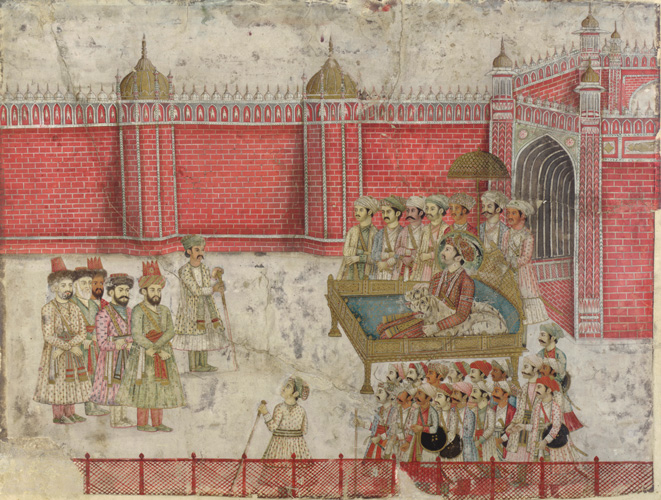
Персы ведут переговоры с могольским набобом.

Надир-шах разгромил армию Моголов менее чем за три часа в битве при Карнале 13 февраля 1739 года. После этой решающей победы Надир захватил Мохаммад Шаха в плен и вступил с ним в Дели. Когда прошёл слух, что Надир был убит, местные индийцы напали на персидских солдат гарнизона и жестоко умертвили их. Разъярённый Надир приказал своим солдатам подвергнуть город погрому и грабежу. В течение одного дня, 22 марта, персы убили от 20 000 до 30 000 индийцев, вынудив Мохаммад Шаха молить Надира о пощаде.
В ответ Надир-шах согласился уступить, но Мохаммад Шах за этот инцидент сильно поплатился, он лишился всех своих сокровищ и Павлиньего трона. Впоследствии Павлиний трон стал символом могущества Персидской империи. Подсчитано, что Надир увёз с собой сокровища на сумму в семьсот миллионов рупий. Среди множества других сказочных сокровищ Надир также заполучил бриллианты Кохинур и Дерианур (Кохинур в переводе с персидского означает «Гора света», Дерианур означает «Море света»).
Персидские войска покинули Дели в начале мая 1739 года, но перед их уходом Надир вернул Мухаммед Шаху все захваченные им территории к востоку от Инда. Солдаты Надира также взяли с собой тысячи слонов, лошадей и верблюдов, нагруженных собранной ими добычей. На обратном пути сикхи спустились с гор и устроили засаду войскам Надир-шаха, забрав с собой часть добычи и пленников. Однако оставшаяся добыча, захваченная в Индии, была настолько огромной, что Надир прекратил налогообложение в Персии на три года после своего возвращения. Есть предположение, что Надир напал на Моголов, чтобы дать своей стране передышку после предыдущих лет анархии и разрухи. Его успешная кампания и пополнение казны позволили ему продолжить свои войны против главного соперника и соседа Персии, Османской империи.

## Северный Кавказ, Центральная Азия, Аравия и Вторая османская война

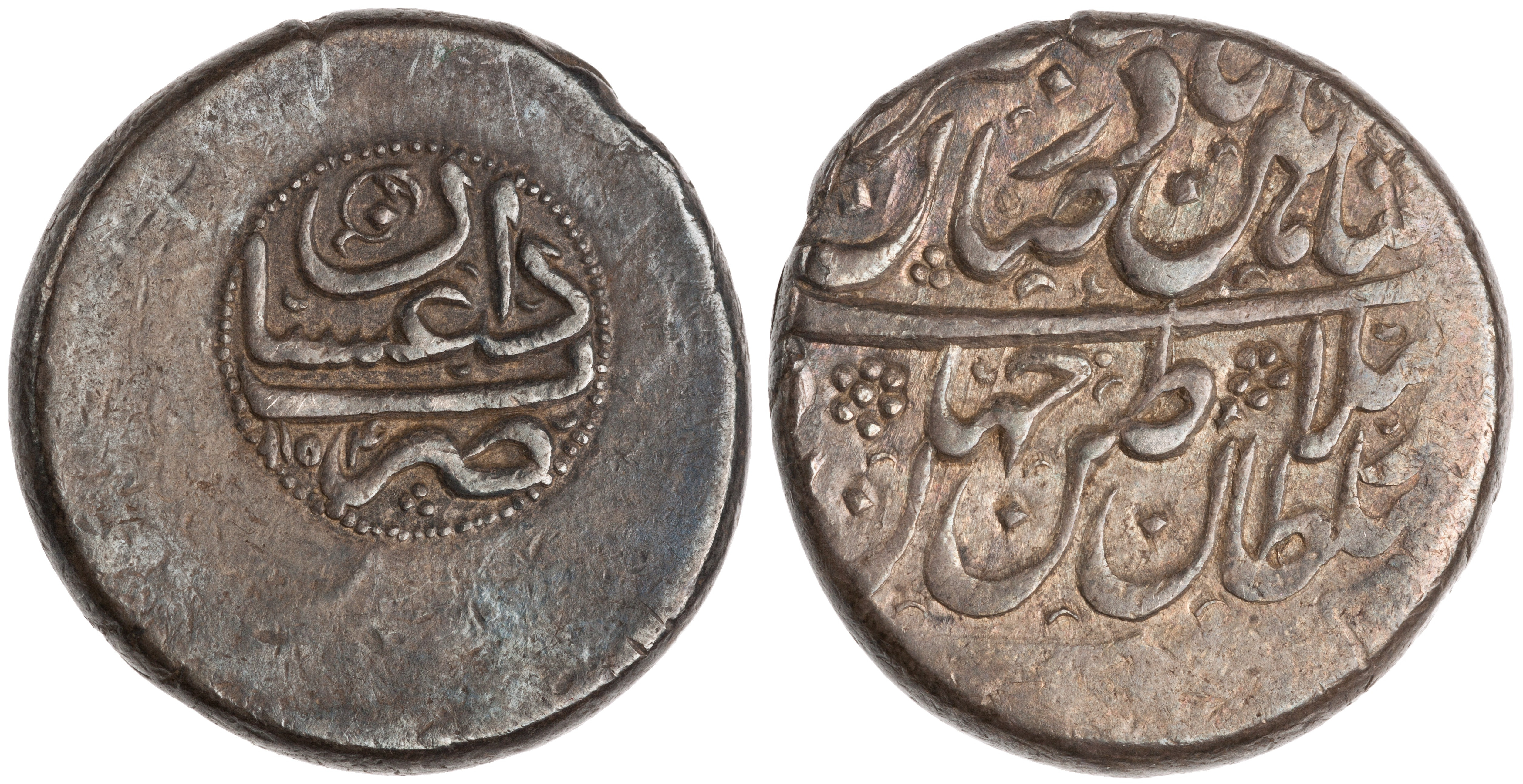
Серебряная монета Надир-шаха, отчеканенная в Дагестане, датированная 1741/2 годом (слева – аверс; справа – реверс)

Индийская кампания стала вершиной карьеры Надира. После возвращения из Индии Надир поссорился со своим старшим сыном Резой Кули Мирзой, который правил Персией в отсутствие отца. Реза вёл себя высокомерно и несколько жестоко, но он сохранил мир в Персии. Услышав слух о смерти Надира, он посчитал его правдой и приготовился взойти на трон, приказав казнить царственных пленников из династии Сефевидов, Тахмаспа II и его девятилетнего сына Аббаса III. Услышав эту новость, жена Резы, которая была сестрой Тахмаспа, покончила с собой. Надиру не понравилось поведение сына, и он сместил того с поста наместника, но взял с собой в экспедицию для завоевания Мавераннахра. Надир становился всё более деспотичным, поскольку его здоровье заметно ухудшалось. В 1740 году он завоевал Хивинское ханство. После того, как персы вынудили узбекское Бухарское ханство подчиниться, Надир хотел, чтобы Реза женился на старшей дочери Бухарского хана, потому что она была потомком его кумира –Чингисхана, но Реза наотрез отказался, и Надир женился на девушке сам. Надир во время этой экспедиции в Центральной Азии также завоевал Хорезм.

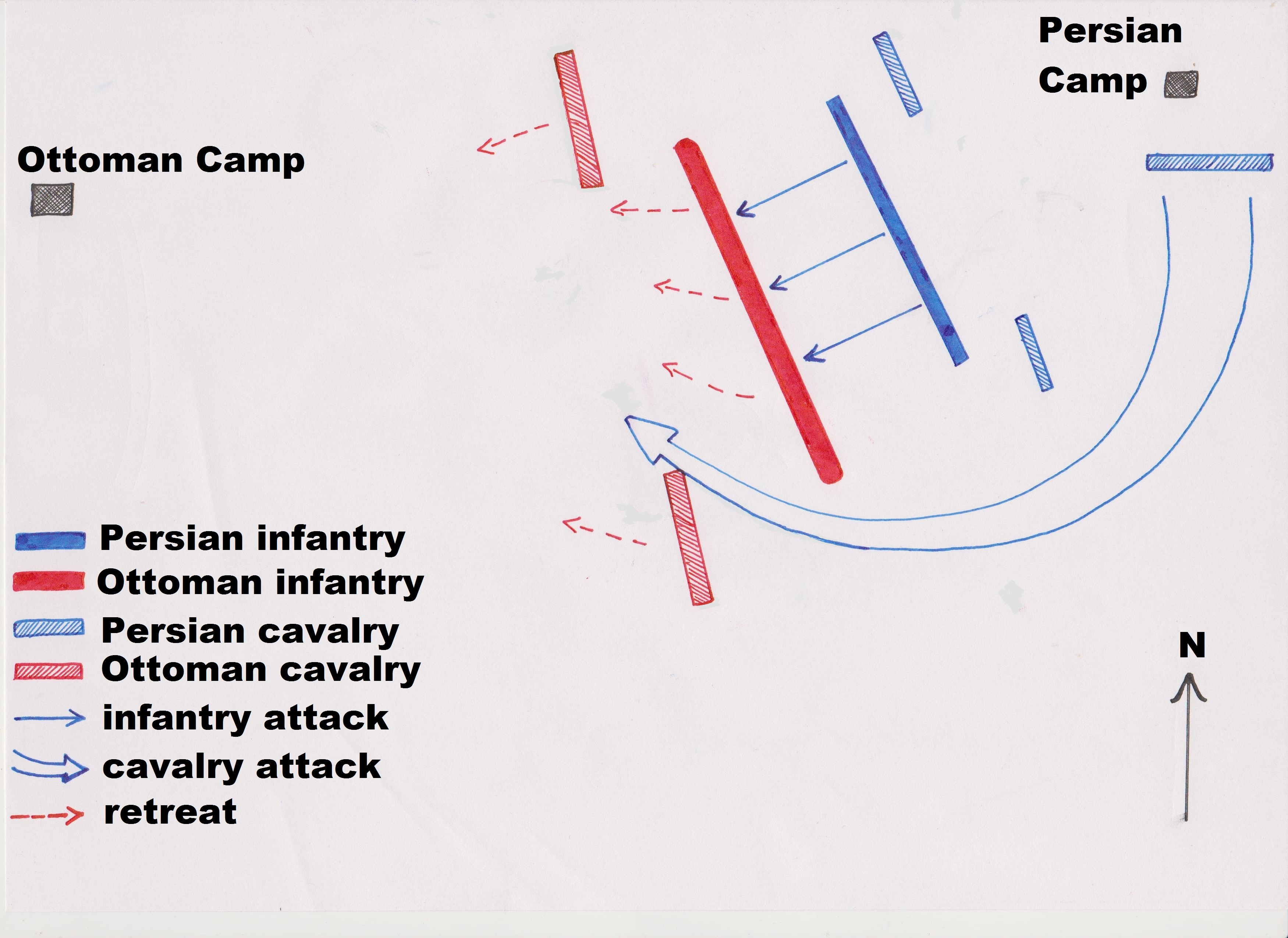
Битва при Карсе 1745 года стала последним крупным полевым сражением, в котором участвовал Надир в своей впечатляющей военной карьере.

Теперь Надир решил наказать Дагестан за смерть своего брата Ибрагима Кули во время предвыборной кампании несколькими годами ранее. В 1741 году, когда Надир проходил через Мазендеранские леса, направляясь на битву с дагестанцами, наёмный убийца выстрелил в него, но Надир был лишь легко ранен. Он начал подозревать, что за покушением стоит его сын, и отправил его в Тегеран. Ухудшение состояния здоровья Надира ещё больше ухудшило его характер. Возможно, именно из-за болезни Надир потерял инициативу в войне против лезгинских племён Дагестана. К его разочарованию, они прибегли к партизанской войне, и персы почти ничего не смогли им противопоставить. Хотя Надиру удалось подчинить большую часть Дагестана во время этой кампании, эффективная партизанская война, развернутая лезгинами, а также аварцами и лакцами, сделала повторное подчинение Персией этого конкретного северокавказского региона на этот раз недолгим; несколько лет спустя Надир был вынужден отступить. В тот же период Надир обвинил своего сына в причастности к покушению на убийство в Мазендеране. Реза яростно заявлял о своей невиновности, но Надир приказал ослепить его в качестве наказания, хотя он сразу же пожалел об этом. Вскоре после этого Надир приказал казнить всех дворян, которые были свидетелями ослепления его сына, по причине того, что никто из них не попытался остановить его. В последние годы жизни Надир становился всё более параноидальным, отдавая приказы об убийстве большого числа предполагаемых врагов.
На вырученные деньги Надир начал строить персидский военно-морской флот. Используя древесину из Мазендерана и Гиляна, он построил корабли в Бушире и приказал построить новый артиллерийский завод в Амоле. Он также приобрёл тридцать кораблей в Индии. Он отбил остров Бахрейн у арабов. В 1743 году он завоевал Оман и его главную столицу Маскат. В 1743 году Надир начал новую войну против Османской империи. Несмотря на то, что в его распоряжении была огромная армия, в этой кампании Надир не проявил почти ничего от своего прежнего военного таланта. Она закончилась в 1746 году подписанием мирного договора, по которому сохранялось статус-кво.

## Гражданская война и падение династии

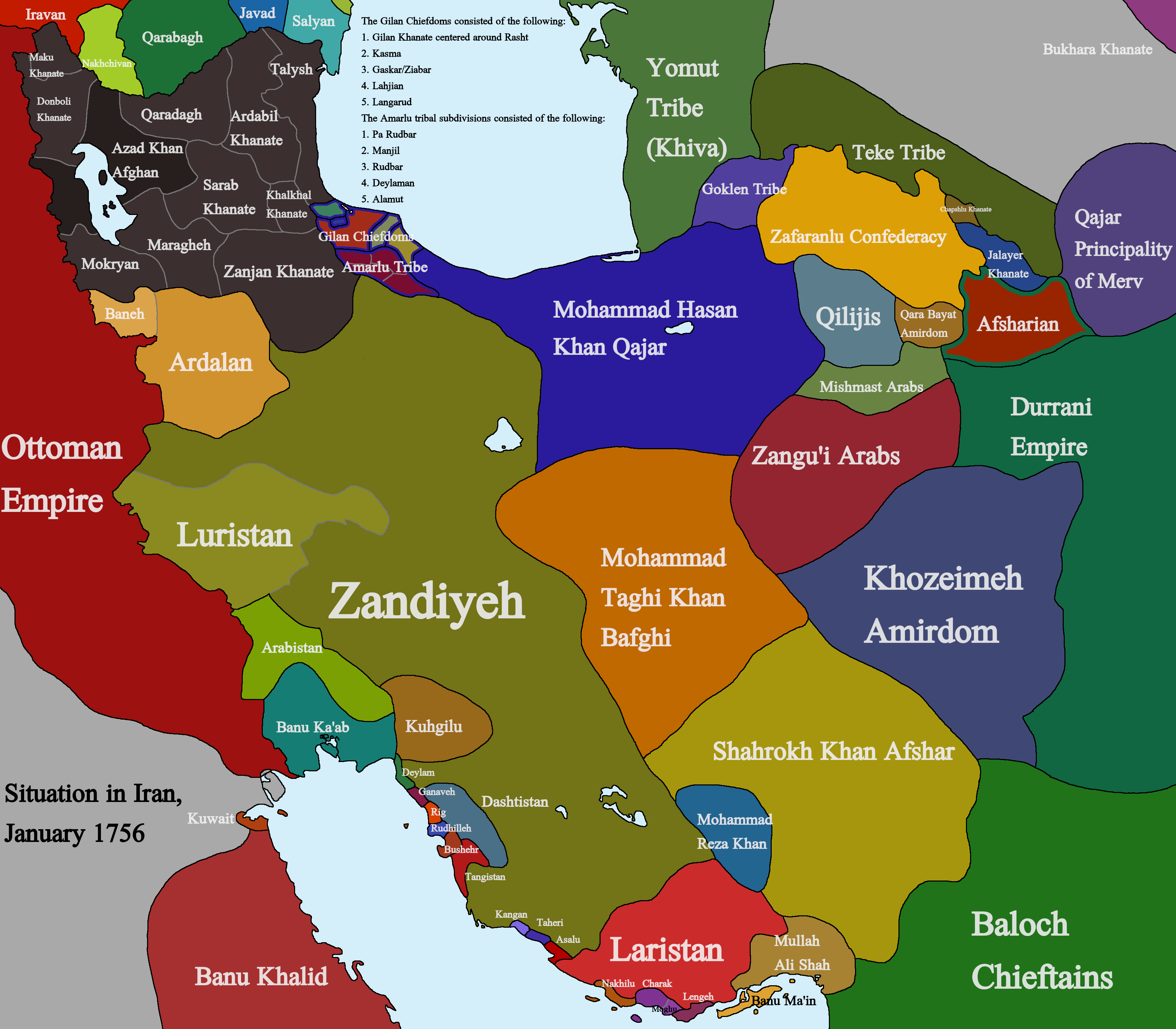
Карта Персии времён распада империи Афшаридов.

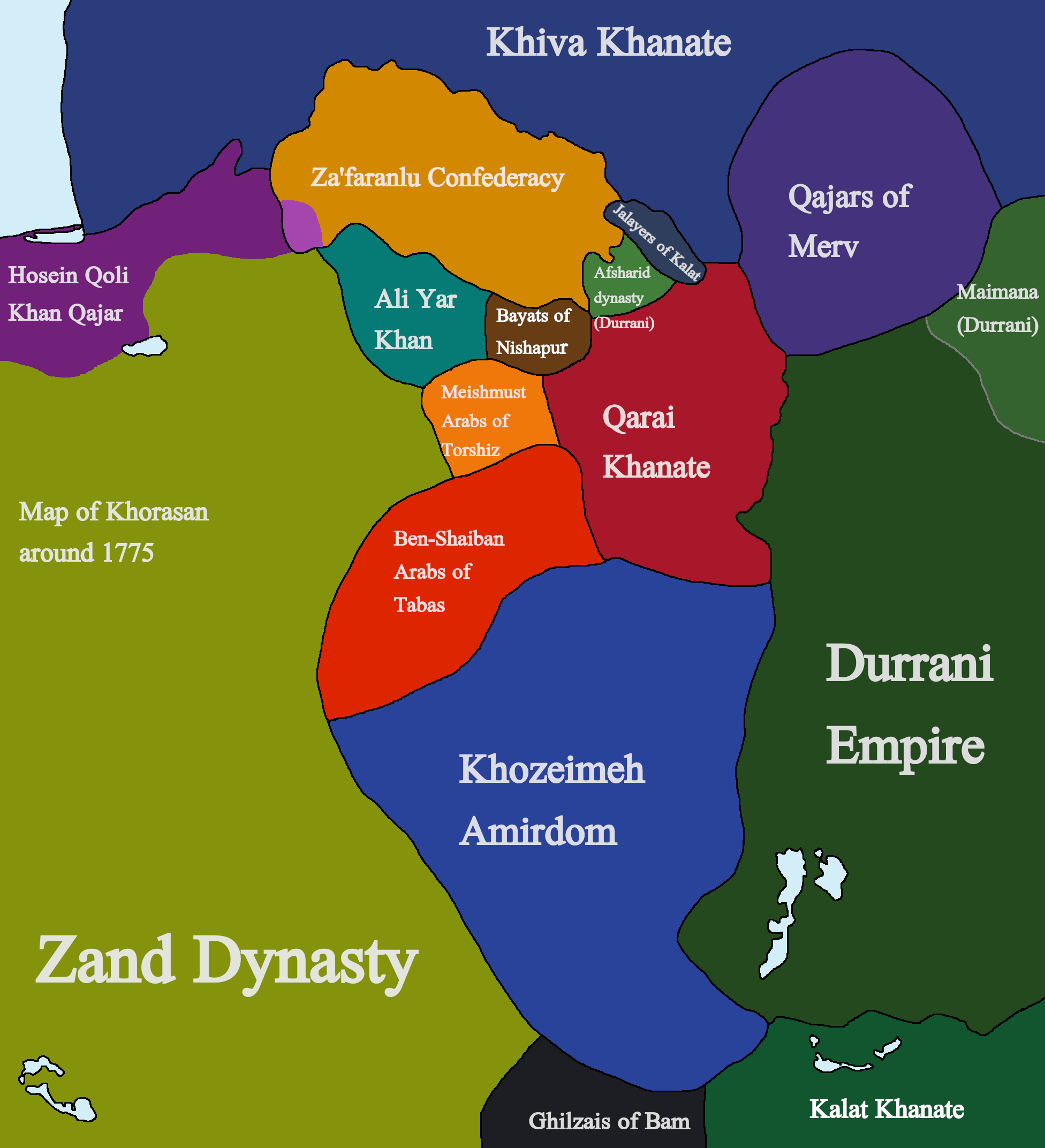
Династия Афшаридов клонилась к закату, поскольку Афшариды постепенно теряли территории, сохранив власть только Мешхедом и прилегающими территориями.

После убийства Надира в 1747 году его племянник Али Кули, который и был организатором убийства, захватил трон и провозгласил себя Адель-шахом («Справедливым Шахом»). Он приказал казнить всех сыновей и внуков Надира, за исключением 13-летнего Шахроха, сына Резы Кули. Тем временем бывший казначей Надира Ахмад-шах Дуррани, прихватив с собой часть казны, провозгласил о создании своего собственного государства на территории Афганистана – Дурранийскую империю, в ходе этого процесса восточные территории были потеряны навсегда. Северные территории, наиболее цельные регионы Персии, постигла иная судьба. Ираклий II и Теймураз II, которые в 1744 году были провозглашены царями Кахети и Картли соответственно самим Надиром за их верную службу, воспользовались нестабильностью и провозгласили фактическую независимость. Ираклий II взял на себя управление Картли после смерти Теймураза II, таким образом объединив их в Картли-Кахетинское царство, став первым грузинским правителем за три столетия, который возглавил политически единую восточную Грузию, и из-за резкого поворота событий в Персии он смог оставаться де-факто независимым на протяжении всего периода правления Зендов. Территории Кавказа, включающие современные Азербайджан, Армению и Дагестан, были разделены на различные полунезависимые ханства. До прихода Зендов и Каджаров его правители обладали различными формами самостоятельности, но формально оставались вассалами персидского шаха.
Адил совершил ошибку, отправив своего родного брата Ибрагима охранять столицу Исфахан. Ибрагим решил сам занять трон, восстал, победил Адиля в битве, ослепил его и занял трон. Адил после захвата власти правил меньше года. Тем временем группа армейских офицеров освободила Шахроха из тюрьмы в Мешхеде и провозгласила его шахом в октябре 1748 года. Ибрагим потерпел поражение и умер в плену в 1750 году, а Адил также был казнен по просьбе вдовы Надир-шаха. Шахрох был ненадолго свергнут в пользу другого марионеточного правителя Солеймана II, но, несмотря на ослепление, Шахрох был восстановлен на троне своими сторонниками. Он правил в Мешхеде, и с 1750-х годов его территория в основном ограничивалась городом и его окрестностями. Он также столкнулся с вторжениями афганцев Ахмад-шаха Дуррани в Хорасан, и в конечном итоге был покорён ими во время второй кампании Ахмад-шаха. В 1796 году Мохаммад хан Каджар, основатель династии Каджаров, захватил Мешхед и жестоко пытал Шахроха, чтобы заставить его раскрыть местонахождение сокровищ Надир-шаха, но тот так и ничего не сказал. Шахрох умер от полученных травм, и вместе с ним династия Афшаридов прекратила своё существование. Один из сыновей Шахроха, Надир-мирза Афшар, поднял восстание в 1797 году после смерти Ага Мохаммад хана Каджара, но восстание было подавлено, а он был казнён в апреле 1803 года. Потомки Шахроха продолжают жить и сейчас под фамилией «Афшар Надери».

## Армия

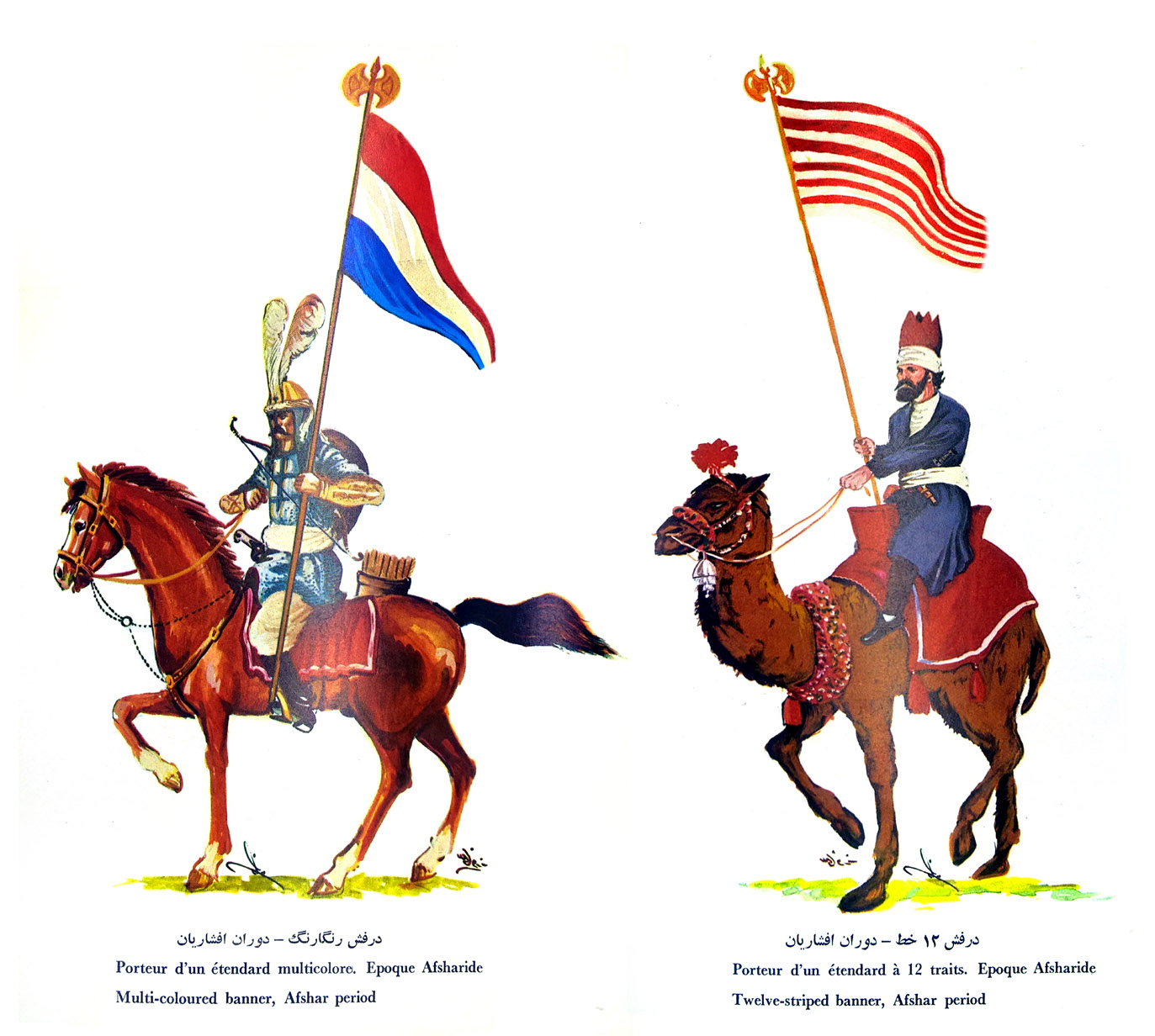
Персидские кавалеристы со знамёнами Афшаридской Персии.

Вооружённые силы Персидской империи времён Афшаридов возникли в результате относительно малоизвестного, но кровавого межфракционного насилия в Хорасане во время распада государства Сефевидов. Небольшой отряд воинов под командованием местного военачальника Надира Кули из туркменского племени афшар на северо-востоке Персии насчитывал не более нескольких сотен человек. Тем не менее, на пике могущества Надира как шаханшаха он командовал армией из 375 000 воинов, которая представляла собой самую мощную военную силу своего времени, возглавляемую одним из самых талантливых и успешных военачальников в истории.
После убийства Надир-шаха группой его офицеров в 1747 году могущественная армия Надира раскололась, Персия впала в анархию, и страна погрузилась в десятилетия гражданской войны. Несмотря на то, что на трон претендовали многочисленные Афшариды (среди многих других династий), которые пытались восстановить контроль над всей страной, Персия оставалась раздробленным политическим образованием, пока Ага Мохаммад хан Каджар в самом конце XVIII века снова не объединил государство, но вменьшем масштабе.

## Религиозная политика
Сефевиды с приходом к власти провозгласили шиитский ислам государственной религией Персии. Надир был воспитан как шиит, но позже, когда он пришёл к власти и начал контактировать с турками, он проникся симпатиями к суннизму. Он считал, что шиизм Сефевидов усилил конфликт с суннитской Османской империей. Его армия состояла из шиитов и суннитов включая в себя его собственных кызылбашей, в том числе узбеков и афганцев, а также христиан грузин и армян и других. Он хотел, чтобы Персия приняла форму шиитского ислама, которая была бы более приемлемой для суннитов, и предложил в Персии принять форму шиизма, которую он назвал «джафаризм», в честь шестого шиитского имама Джафара ас-Садика. Он запретил некоторые шиитские обряды, которые были особенно оскорбительны для суннитов, такие как проклятие первых трёх халифов. Говорят, что лично Надир был равнодушен к религии, и французский иезуит, который был его личным врачом, сообщил, что было трудно определить, какой религии он придерживался, и что многие, кто знал его лучше, говорили, что у него её не было. Надир надеялся, что «джафаризм» будет принят в качестве пятого мазхаба суннитского ислама и что османы позволят его приверженцам совершить хадж, или паломничество, в Мекку, которая находилась на их территории. В ходе последующих мирных переговоров османы отказались признать джафаризм пятым мазхабом, но разрешили персидским паломникам совершить хадж. Надир был заинтересован в получении прав для персов на совершение хаджа отчасти из-за доходов от торговли с паломниками. Другой главной целью Надира в его религиозных реформах было дальнейшее ослабление Сефевидов, поскольку радикальный шиитский ислам всегда был основным элементом поддержки династии. Он приказал задушить главного муллу Персии после того, как стало известно, что тот выражал поддержку Сефевидам. Среди его реформ было введение так называемого «колах-и-надери». Это была шляпа с четырьмя козырьками, символизировавшая первых четырёх халифов.

## Знамёна
Надир-шах сознательно избегал использования зелёного цвета, поскольку зелёный ассоциировался с шиитским исламом и династией Сефевидов.
Вместо этого, использовались в основном два имперских штандарта: один из них был – в красную, синюю и белую полоску, а другой – в красную, синюю, белую и желтую, без каких-либо других украшений. Хотя для перемещения старых штандартов требовалось 12 человек, Шах удлинил их древки и сделал их ещё тяжелее; он также приказал обтянуть их шёлком новых цветов, один из которых был – в красную и жёлтую полоску, а другой – в жёлтую с красной каймой: они были такого огромного размера, что враг не мог их унести, разве что потерпев полное поражение. Полковые знамёна представляли собой узкую полоску шёлка, заострённую к низу, некоторые из них были красными, некоторые белыми, а некоторые полосатыми.
Флаг адмирала военно-морского флота представляет собой белое поле с красным персидским мечом посередине. Хотя, основываясь на трудах Джонаса Хенвея, мы можем видеть, что флаги армейских полков Надир-шаха были трехухими, но мы не можем прийти к выводу о том, были ли шахские флаги того времени трехухими или четырехухими.

### Галерея

Галерея
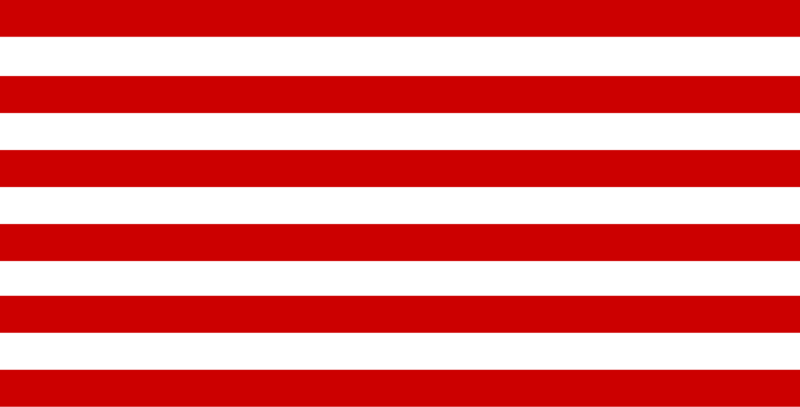
Флаг Надир-шаха
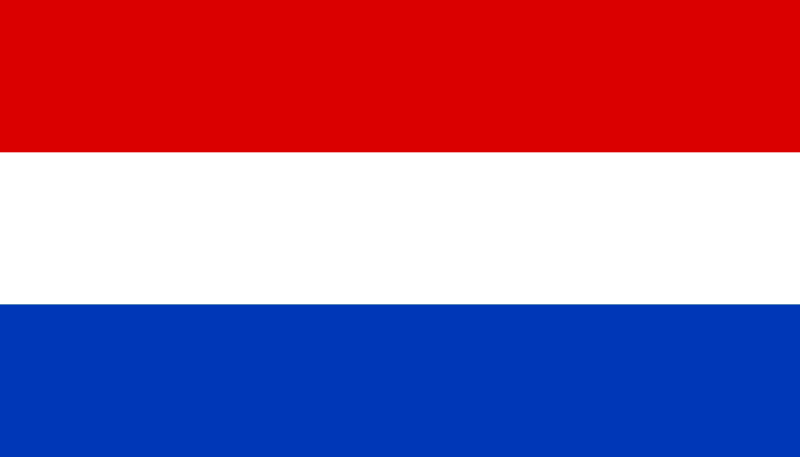
Императорский штандарт династии Афшаридов
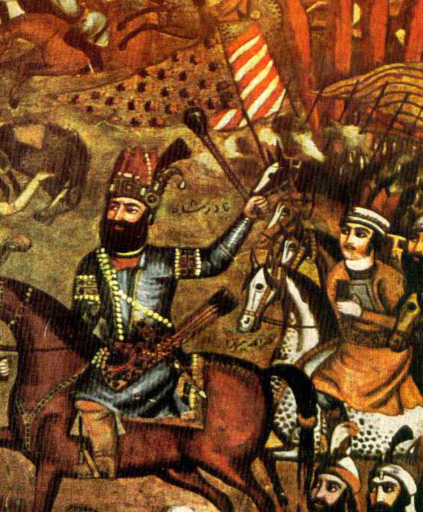
Надир-шах во время битвы
Афшарскиские солдаты на параде в Персеполе, реконструкция 1971 года
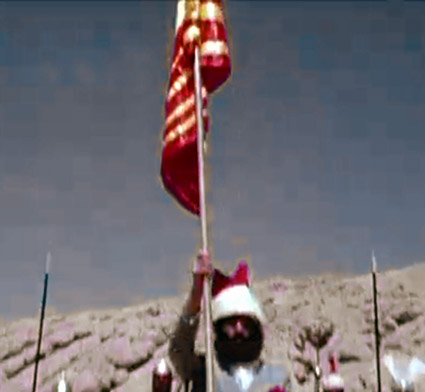
афшаридский солдат со своим флагом на параде в Персеполе, реконструкция 1971 года
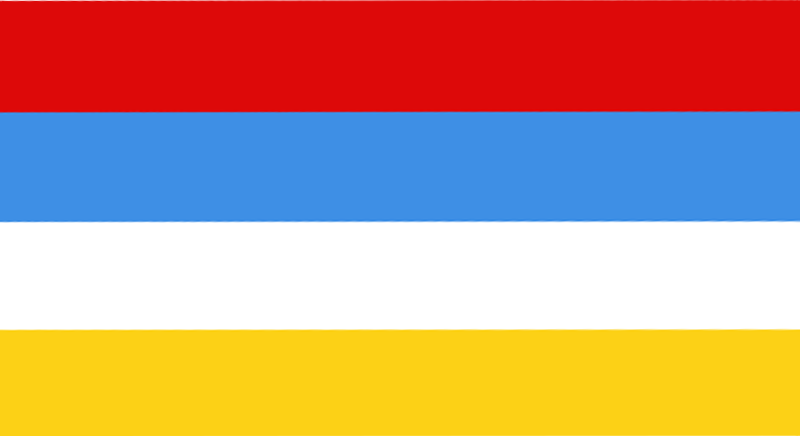
Ещеё один имперский штандарт династии Афшаридов
Военно-морской флаг периода Афшаридов